# 3747 Belinskij
3747 Belinskij este un asteroid din centura principală, descoperit pe 5 noiembrie 1975 de Liudmila Cernîh.